# Acupalpus flavilimbus
Acupalpus flavilimbus är en skalbaggsart som beskrevs av Leconte 1868. Acupalpus flavilimbus ingår i släktet Acupalpus och familjen jordlöpare. Inga underarter finns listade i Catalogue of Life.